# Ufficio centrale per le investigazioni generali e per le operazioni speciali
L'Ufficio centrale per le investigazioni generali e per le operazioni speciali, noto anche con la sigla UCIGOS, era un ufficio centrale della Polizia di Stato, nato negli anni settanta e poi (1981) sostituito dalla Direzione centrale della polizia di prevenzione (DCPP).

## Storia
Durante gli anni di piombo si avvertì la necessità di creare apposite strutture per il contrasto al terrorismo politico. Nel 1974 fu costituito dal Ministero dell'interno l'Ispettorato Generale per l'Azione contro il Terrorismo, guidato dal prefetto Emilio Santillo, alle dirette dipendenze del capo della polizia, poi denominato Servizio di Sicurezza (S.D.S.) nel 1975. Il reparto sgominò i Nuclei armati proletari. Fu soppresso a fine 1977 e alcune strutture e personale passarono al neo costituito SISDE.
L'UCIGOS (Ufficio centrale investigazioni generali e operazioni speciali) fu quindi costituito all'inizio del 1978, con la contemporanea soppressione del Servizio di Sicurezza .Operò anche nel territorio tramite le Digos (Divisione Investigazioni Generali e Operazioni Speciali) delle questure. Era strutturato in quattro divisioni. Vi venne organicamente inserito anche il NOCS, per l'operatività diretta.
Dal 1981, con la legge di riforma della polizia, venne trasformato nella Direzione centrale della polizia di prevenzione, incardinato presso il Dipartimento della pubblica sicurezza.